# Rakovník
Rakovník (in tedesco Rakonitz) è una città della Repubblica Ceca capoluogo del distretto omonimo, in Boemia Centrale.

## Amministrazione

### Gemellaggi
- Dietzenbach
- Istra
- Weert
- Kráľovský Chlmec
- Kościan

## Sport

### Calcio
Principale squadra cittadina è il Rakovník, che ha militato per due stagioni nella massima serie nazionale.